# Enganyapastors de Nova Caledònia
L'enganyaspastors de Nova Caledònia (Eurostopodus exul) és una espècie d'ocell de la família dels caprimúlgids (Caprimulgidae).

## Descripció
Té els colors críptics típics dels enganyapastors, amb cella grisa i una línia blanca des de cada costat de la base del bec fins al coll i altra a l'ala.

## Hàbitat i distribució
Ocell endèmic dels boscos de Nova Caledònia.

## Taxonomia
Ha estat considerat una subespècie d'Eurostopodus mystacalis. El Congrés Ornitològic Internacional (versió 3.5, 2013) el considera una espècie de ple dret, arran les publicacions de Cleere 2010 i Dutson 2011